# Ceratojoppa immaculata
Ceratojoppa immaculata là một loài tò vò trong họ Ichneumonidae.